# Campeonato Maranhense 1991
In 1991 werd het 72ste Campeonato Maranhense gespeeld voor voetbalclubs uit Braziliaanse staat Maranhão. De competitie werd georganiseerd door de FMF en werd gespeeld van 12 mei tot 1 december. Sampaio Corrêa werd kampioen. 

## Eerste Toernooi

### Eerste fase

#### Groep Capital
| Plaats | Club           | Wed. | W | G | V | Saldo | Ptn. |
| ------ | -------------- | ---- | - | - | - | ----- | ---- |
| 1.     | Sampaio Corrêa | 5    | 3 | 2 | 0 | 14:2  | 8    |
| 2.     | Maranhão       | 5    | 3 | 1 | 1 | 7:3   | 7    |
| 3.     | Moto Club      | 5    | 2 | 3 | 0 | 15:3  | 7    |
| 4.     | Expressinho    | 5    | 2 | 2 | 1 | 8:6   | 6    |
| 5.     | Vitória do Mar | 5    | 1 | 0 | 4 | 2:15  | 2    |
| 6.     | Tupan          | 5    | 0 | 0 | 5 | 3:20  | 0    |

|  | Geplaatst voor tweede fase |

#### Groep Interior
| Plaats | Club        | Wed. | W | G | V | Saldo | Ptn. |
| ------ | ----------- | ---- | - | - | - | ----- | ---- |
| 1.     | Bacabal     | 4    | 3 | 1 | 0 | 4:0   | 7    |
| 2.     | Pinheiro    | 4    | 1 | 2 | 1 | 6:5   | 4    |
| 3.     | Boa Vontade | 4    | 1 | 1 | 2 | 2:7   | 3    |
| 4.     | Americano   | 4    | 0 | 3 | 1 | 4:3   | 3    |
| 5.     | Caxiense    | 4    | 0 | 3 | 1 | 1:2   | 3    |

|  | Geplaatst voor tweede fase |

### Tweede fase
| Plaats | Club           | Wed. | W | G | V | Saldo | Ptn. |
| ------ | -------------- | ---- | - | - | - | ----- | ---- |
| 1.     | Bacabal        | 6    | 3 | 3 | 0 | 5:2   | 9    |
| 2.     | Maranhão       | 6    | 1 | 4 | 1 | 5:5   | 6    |
| 3.     | Sampaio Corrêa | 6    | 1 | 3 | 2 | 2:3   | 5    |
| 4.     | Moto Club      | 6    | 1 | 2 | 3 | 2:4   | 4    |

|  | Krijgt bonuspunt voor de finaleronde |

## Tweede toernooi

### Eerste fase

#### Groep Capital
| Plaats | Club           | Wed. | W | G | V | Saldo | Ptn. |
| ------ | -------------- | ---- | - | - | - | ----- | ---- |
| 1.     | Moto Club      | 5    | 4 | 1 | 0 | 13:1  | 9    |
| 2.     | Sampaio Corrêa | 5    | 3 | 2 | 0 | 9:1   | 8    |
| 3.     | Maranhão       | 5    | 3 | 1 | 1 | 10:3  | 7    |
| 4.     | Expressinho    | 5    | 2 | 0 | 3 | 6:8   | 4    |
| 5.     | Vitória do Mar | 5    | 1 | 0 | 4 | 4:9   | 2    |
| 6.     | Boa Vontade    | 5    | 0 | 0 | 5 | 0:20  | 0    |

|  | Geplaatst voor tweede fase |

#### Groep Interior
| Plaats | Club      | Wed. | W | G | V | Saldo | Ptn. |
| ------ | --------- | ---- | - | - | - | ----- | ---- |
| 1.     | Americano | 3    | 2 | 1 | 0 | 6:3   | 5    |
| 2.     | Bacabal   | 3    | 2 | 0 | 1 | 6:2   | 4    |
| 3.     | Tupan     | 3    | 1 | 0 | 2 | 4:5   | 2    |
| 4.     | Pinheiro  | 3    | 0 | 1 | 2 | 2:8   | 1    |

|  | Geplaatst voor tweede fase |

### Tweede fase
| Plaats | Club           | Wed. | W | G | V | Saldo | Ptn. |
| ------ | -------------- | ---- | - | - | - | ----- | ---- |
| 1.     | Sampaio Corrêa | 6    | 4 | 1 | 1 | 12:4  | 9    |
| 2.     | Moto Club      | 6    | 3 | 2 | 1 | 10:3  | 8    |
| 3.     | Bacabal        | 6    | 3 | 1 | 2 | 9:7   | 7    |
| 4.     | Americano      | 6    | 0 | 0 | 6 | 0:17  | 0    |

|  | Krijgt bonuspunt voor de finaleronde |

## Finaleronde
| Plaats | Club           | Wed. | W | G | V | Saldo | Ptn. |
| ------ | -------------- | ---- | - | - | - | ----- | ---- |
| 1.     | Sampaio Corrêa | 3    | 2 | 1 | 0 | 5:2   | 6    |
| 2.     | Moto Club      | 3    | 2 | 1 | 0 | 6:1   | 5    |
| 3.     | Bacabal        | 3    | 0 | 1 | 2 | 1:3   | 2    |
| 4.     | Maranhão       | 3    | 0 | 1 | 2 | 2:8   | 1    |

|  | Kampioen |

### Kampioen
| Campeonato Maranhense de 1991       |
| Maranhão                            |
| ----------------------------------- |
| SAMPAIO CORRÊA Kampioen (23° titel) |